# 崳山派
崳山派是為全真派內部繁衍出七個支派之一，為玉陽子王處一所創。
該派的信仰聖地位在山東的昆嵛山，故有此名。1926年北京白云观所抄藏的《诸真宗派总簿》，有嶔山派的传代派字，可見一直到近代尚有传承。

## 崳山派的百字「字輩表」
清靜無為道　至誠有姐名　金玉功知巧　通此加地仙
玄沖宗義德　茂演教宏元　中和真法永　智慧保神全
恭敬成希盛　璞福世康寧　蓮開丹書鑒　廣大復圓融
旅泰萬古續　常義現榮陽　潔淵威錦量　行滿卯惟祥
未修空妙瑞　闡言守忠良　虞悟客一迴　朴極獻崶馥